# Емілі Стеллато
Емілі Стеллато (італ. Emily Stellato; нар. 31 травня 1982) — колишня італійська тенісистка.
Найвищу одиночну позицію світового рейтингу — 364 місце досягла 8 листопада 2004, парну — 162 місце — 5 липня 2004 року.
Здобула 2 одиночні та 1 парний титул.

## Фінали Туру WTA

### Парний розряд (1-0)
| Результат | Дата                                     | Турнір                                                | Рівень | Покриття | Партнерка              | Суперниці                                        | Рахунок  |
| --------- | ---------------------------------------- | ----------------------------------------------------- | ------ | -------- | ---------------------- | ------------------------------------------------ | -------- |
| Перемога  | Internazionali Femminili di Palermo 2003 | Internazionali Femminili di Tennis di Palermo, Італія | Tier V | Ґрунт    | Адріана Серра-Дзанетті | Марія Хосе Мартінес Санчес Аранча Парра Сантонха | 6–4, 6–2 |

## Фінали ITF
| Турніри $50,000 |
| Турніри $25,000 |
| Турніри $10,000 |

### Одиночний розряд: 5 (2–3)
| Результат | Ранг | Дата            | Турнір                    | Покриття | Суперниця              | Рахунок       |
| --------- | ---- | --------------- | ------------------------- | -------- | ---------------------- | ------------- |
| Поразка   | 1.   | 2 вересня 2002  | К'єті, Італія             | Ґрунт    | Санда Мамич            | 3–6, 0–6      |
| Перемога  | 1.   | 11 травня 2003  | Лечче, Італія             | Ґрунт    | Оана Елена Голімбйоскі | 4–6, 6–1, 6–3 |
| Поразка   | 2.   | 28 вересня 2004 | Беневенто, Італія         | Тверде   | Джулія Меруцці         | 3–6, 4–6      |
| Перемога  | 2.   | 31 жовтня 2004  | Куарту-Сант'Елена, Італія | Ґрунт    | Анна Флоріс            | 2–6, 6–3, 6–4 |
| Поразка   | 3.   | 19 вересня 2005 | Чіампіно, Італія          | Ґрунт    | Яна Юріцова            | 2–6, 2–6      |

### Парний розряд: 12 (7–5)
| Результат | Ранг | Дата            | Турнір                     | Покриття | Партнерка         | Суперниці                            | Рахунок                 |
| --------- | ---- | --------------- | -------------------------- | -------- | ----------------- | ------------------------------------ | ----------------------- |
| Перемога  | 1.   | 1 вересня 2002  | Сполето, Італія            | Ґрунт    | Аліче Канепа      | Штефані Гайднер Сільвія Дісдері      | 6–2, 6–2                |
| Перемога  | 2.   | 30 вересня 2002 | Чіампіно, Італія           | Ґрунт    | Аліче Канепа      | Оана Елена Голімбйоскі Естер Мольнар | 6–1, 4–6, 6–2           |
| Поразка   | 1.   | 20 жовтня 2002  | Беневенто, Італія          | Тверде   | Стефанія К'єппа   | Аліція Росольська Алексія Вірджилі   | 4–6, 4–6                |
| Перемога  | 3.   | 29 березня 2003 | Parioli, Італія            | Ґрунт    | Аліче Канепа      | Джулія Меруцці Сільвія Дісдері       | 6–3, 6–1                |
| Поразка   | 2.   | 25 серпня 2003  | Ріміні, Італія             | Ґрунт    | Аліче Канепа      | Мервана Югич-Салкич Дарія Юрак       | 6–7(3–7), 7–6(9–7), 5–7 |
| Перемога  | 4.   | 8 березня 2004  | Рим 1, Італія              | Ґрунт    | Аліче Канепа      | Даніела Клеменшиц Сандра Клеменшиц   | 6–3, 2–6, 6–4           |
| Перемога  | 5.   | 15 березня 2004 | Рим 2, Італія              | Ґрунт    | Аліче Канепа      | Зузана Гейдова Ленка Тварошкова      | 4–6, 6–1, 7–5           |
| Перемога  | 6.   | 28 березня 2004 | Parioli, Італія            | Ґрунт    | Аліче Канепа      | Джулія Меруцці Еліза Бальзамо        | 7–6(0), 6–3             |
| Перемога  | 7.   | 4 квітня 2005   | Рим, Італія                | Ґрунт    | Аліче Канепа      | Адріана Барна Андрея Ехрітт-Ванк     | 6–4, 6–0                |
| Поразка   | 3.   | 11 вересня 2005 | Местре, Італія             | Ґрунт    | Еліза Бальзамо    | Ріта Куті-Кіш Кіра Надь              | 5–7, 4–6                |
| Поразка   | 4.   | 18 вересня 2006 | Чіампіно, Італія           | Ґрунт    | Denise Mascherini | Еліза Пет Astrid Besser              | 4–6, 2–6                |
| Поразка   | 5.   | 5 квітня 2009   | Латина (провінція), Італія | Ґрунт    | Марина Шамайко    | Альберта Бріанті Юлія Шруфф          | 1–6, 4–6                |